# Flumechină
Flumechina este un antibiotic chinolonic de generație 1 care a fost utilizat în tratamentul infecțiilor de tract urinar. Autorizația de punere pe piață a fost retrasă din Uniunea Europeană în anul 2019, datorită efectelor adverse de afectare a tendoanelor. În plus, tratamentul cu flumechină era asociat cu afectare la nivel ocular.
Există asocieri ale flumechinei cu alte antibiotice (amoxicilină) strict pentru uz veterinar.